# Stardew Valley
Stardew Valley è un videogioco indipendente sviluppato da ConcernedApe e pubblicato nel 2016 da Chucklefish per Microsoft Windows. Convertito per macOS e Linux, il gioco è stato successivamente distribuito per PlayStation 4, Xbox One, PlayStation Vita, iOS e Android. Nonostante fosse prevista una versione per Wii U, lo sviluppo del gioco è stato bloccato in favore della conversione per Nintendo Switch.
Il videogioco è ispirato alla serie Harvest Moon, in particolare Harvest Moon 64. Yasuhiro Wada, creatore della saga originale, ha incontrato lo sviluppatore Eric Barone per esprimere la sua soddisfazione.

## Trama
Il protagonista è un impiegato della Joja Corp. che svolge un lavoro alienante in un cubicolo. Un giorno, esasperato da questa vita, si ricorda del testamento del nonno in cui gli viene lasciata in eredità la fattoria di famiglia a Pelican Town, nella Stardew Valley. Decide quindi di seguire il consiglio del nonno e trasferirsi lì per far rinascere la fattoria, ormai ridotta ad un rudere. Durante il gioco avrà anche la possibilità di scegliere se aiutare la città a ricostruire il centro sociale ormai in disuso o lasciarlo in mano alla Joja Corp per farne un magazzino.

## Modalità di gioco
Stardew Valley è un open world ambientato in una cittadina di campagna (chiamata Pelican Town) dove è situata la fattoria del protagonista. Nel gioco in singolo lo scopo è quello di gestire una fattoria, sbloccando diverse zone della mappa, acquistando nuove abilità e svolgendo missioni affidate da vari personaggi.
I vari personaggi hanno tutti una routine e una personalità propria. Interagendo spesso con loro e regalandogli i loro oggetti preferiti sarà possibile scoprire di più della loro vita e aumentare il proprio grado d'affetto fino al punto di potersi sposare con alcuni di loro.
All'inizio del terzo anno di gioco il fantasma del nonno del protagonista giudicherà l'operato dei due anni precedenti in base a parametri come il guadagno totale e i rapporti con gli altri abitanti. Nonostante ciò il gioco potrà essere continuato tranquillamente e si potrà ripetere la valutazione in qualsiasi momento.

## Sviluppo

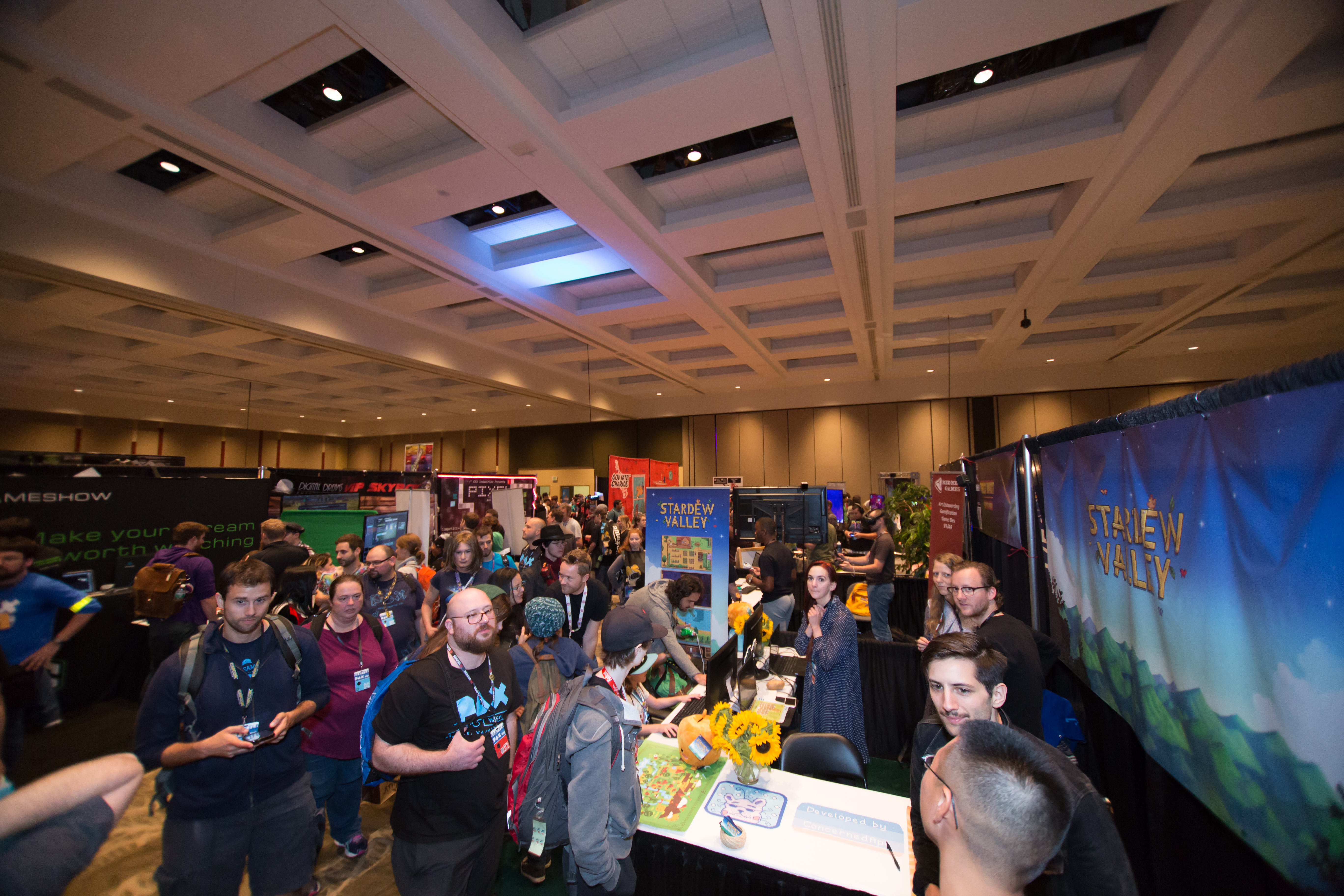
Stardew Valley al PAX West 2016

Il gioco è stato sviluppato da Eric Barone, alias Concerned Ape, che si è occupato del design, artwork, musiche e programmazione. Ha iniziato lo sviluppo nel 2012 e ha distribuito il gioco tramite la casa editrice Chucklefish nel 2016. Il gioco è stato pubblicato nel febbraio 2016 su Steam e GOG.com. Il 29 luglio 2016 sono state distribuite le versioni per i sistemi operativi macOS e Linux, il 14 dicembre 2016 per PS4 e Xbox One, il 5 ottobre 2017 per Nintendo Switch, il 24 ottobre 2018 per iOS e il 13 marzo 2019 per Android.
ConcernedApe ha confermato che il gioco è stato creato sul framework Xna, una libreria digitale per programmare videogiochi distribuita da Microsoft, per poi essere trasferito sul framework MonoGame una volta discontinuata Xna.
Il 1º agosto 2018, con la patch 1.3, è stata aggiunta una modalità multi giocatore cooperativa online fino a 4 giocatori.

## Accoglienza
Stardew Valley ha riscosso un grande successo di critica e pubblico vendendo quasi mezzo milione di copie nelle prime due settimane dal rilascio su PC. A Gennaio 2020 il gioco ha venduto oltre 10 milioni di copie. A Maggio 2022 le copie vendute sono oltre 20 milioni. A Febbraio 2024 le copie vendute sono 30 milioni. A Dicembre 2024 il titolo ha venduto oltre 41 milioni di copie.
Le recensioni sono state prevalentemente positive portando ad avere una valutazione di 89/100 per la versione PC sul sito Metacritic. 
Ha vinto il premio "Breakthrough Award" ai Golden Joystick Awards 2016.